# Rasclet culroig
El rasclet culroig (Aenigmatolimnas marginalis) és una espècie d'ocell de la família dels ràl·lids (Rallidae). Sovint és considerat l'única espècie del gènere Aenigmatolimnas J.L. Peters, 1932. Antany era inclòs al gènere Amaurornis.

## Hàbitat i distribució
Viu en aiguamolls, arrossars i zones humides amb vegetació, localment a Costa d'Ivori, Ghana, Nigèria, Camerun, el Gabon, nord de Zaire, Uganda, sud de Kenya, Tanzània, Zàmbia i Malawi, i cap al sud a Namíbia, Botswana, Zimbàbue i Sud Àfrica. Fa moviments migratoris poc coneguts.